# Wrapper-Klasse
Eine Wrapper-Klasse ist eine gemäß dem Entwurfsmuster eines Adapters erzeugte Klasse, die meist die in gewissen objektorientierten Sprachen verwendeten primitiven Typen umhüllt. Auf diese Weise werden auch für diese Typen grundsätzlich alle objektorientierten Eigenschaften wie Überladung, Ableitung etc. ermöglicht.
Beispiele für Wrapper-Klassen sind die sogenannten primitiven Wrapper-Klassen, wo dann die gemäß diesem Typ angelegte Variable alle Eigenschaften von den Elternklassen erbt. Als Beispiel hier die Grundwrapperklassen für Java:
| Primitiver Datentyp | Wrapper-Klasse | Konstruktor-Argumente     |
| ------------------- | -------------- | ------------------------- |
| boolean             | Boolean        | boolean oder String       |
| byte                | Byte           | byte oder String          |
| char                | Character      | char                      |
| double              | Double         | double oder String        |
| float               | Float          | float, double oder String |
| int                 | Integer        | int oder String           |
| long                | Long           | long oder String          |
| short               | Short          | short oder String         |

Die Byte, Short, Integer, Long, Float, und Double-Wrapperklassen sind alle von der Number-Klasse abgeleitet. Für den Nichtstyp void existiert die Wrapper-Klasse Void.